# 12-羟基硬脂酸
12-羟基硬脂酸（12-Hydroxystearic acid），不溶于水，溶于乙醇、乙醚、氯仿。可燃；低毒。用于防锈润滑脂如锂基润滑油的配制。由蓖麻油在镍铝催化剂存在下於185°C、5MPa条件下进行氢化，并经皂化和酸化而得。